# El Espejel
El Espejel är en ort i Mexiko, tillhörande kommunen Atlacomulco i den nordvästra delen av delstaten Mexiko, i den centrala delen av landet. Orten hade 221 invånare vid folkräkningen 2010.